# Герб Ряжска
Герб «муниципального образования — Ряжское городское поселение» Ряжского района Рязанской области Российской Федерации.
Герб утверждён решением Совета депутатов Ряжского городского поселения  № 169 от 10 июня 2013 года.
Герб в Государственный геральдический регистр РФ не внесён.

## Описание герба
В серебряном поле лазоревая левая волнистая перевязь, на которой поверх её верхнего края поставлен, углом вперед, золотой ряж (сруб), заполненный серебряными камнями; в золотой вольной части со скругленным углом — старинная зеленая княжеская шапка с черной собольей опушкой, над которой золотое украшение («городок») с жемчужиной. Щит увенчан муниципальной короной установленного образца.— Положение о гербе Ряжского городского поселения

## Описание символики
Герб представляет собой серебряный геральдический щит (серебро из христианских добродетелей означает чистоту, правдивость и невинность, а из мирских свойств — благородство и откровенность).
В серебряном поле изображена лазоревая (синяя, голубая; лазурь — символ красоты, честности, верности, безупречности и величия) волнистая левая перевязь (диагональная волнистая полоса, нисходящая (с точки зрения зрителя) из правого верхнего угла щита в левый нижний угол, и означающая в ГЕРБЕ реку), на которой помещен золой ряж (сруб), заполненный серебряными камнями (золото означает христианские добродетели — веру, справедливость, милосердие и смирение, а из мирских качеств — могущество, знатность, постоянство, богатство, справедливости и великодушие), что воспроизводит символику исторического ГЕРБА уездного города Ряжска, утверждённого 29 мая 1779 г. — «в серебряном поле построенный на реке ряж, означающий имя сего города».
В знак региональной принадлежности Ряжского городского поселения к Рязанской области, в соответствии с законом Рязанской области «Об официальной символике в Рязанской области» от 07.03.2012 № 09-ОЗ, в правом верхнем углу щита (левом от зрителя) помещена золотая вольная часть (специальный прямоугольник площадью от 1/9 до 1/4 гербового щита) со скругленным внутренним углом с изображением на ней старинной зеленой княжеской шапки, венчающей голову князя в ГЕРБЕ Рязанской области; шапка имеет черную соболью опушку, над которой — золотое украшение («городок») с жемчужиной, означающая принадлежность городского поселения к Ряжскому району.
Венчающая щит золотая башенная корона с тремя видимыми зубцами и обручем внизу, с витыми бортиками, обозначает административный статус муниципального образования как городского поселения — административного центра муниципального района.

## История герба

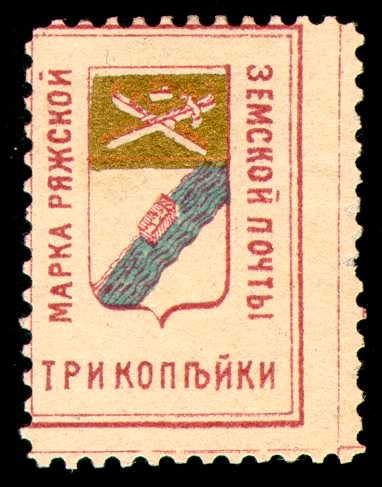
Герб Ряжска на земской марке Ряжского уезда (1898 год)

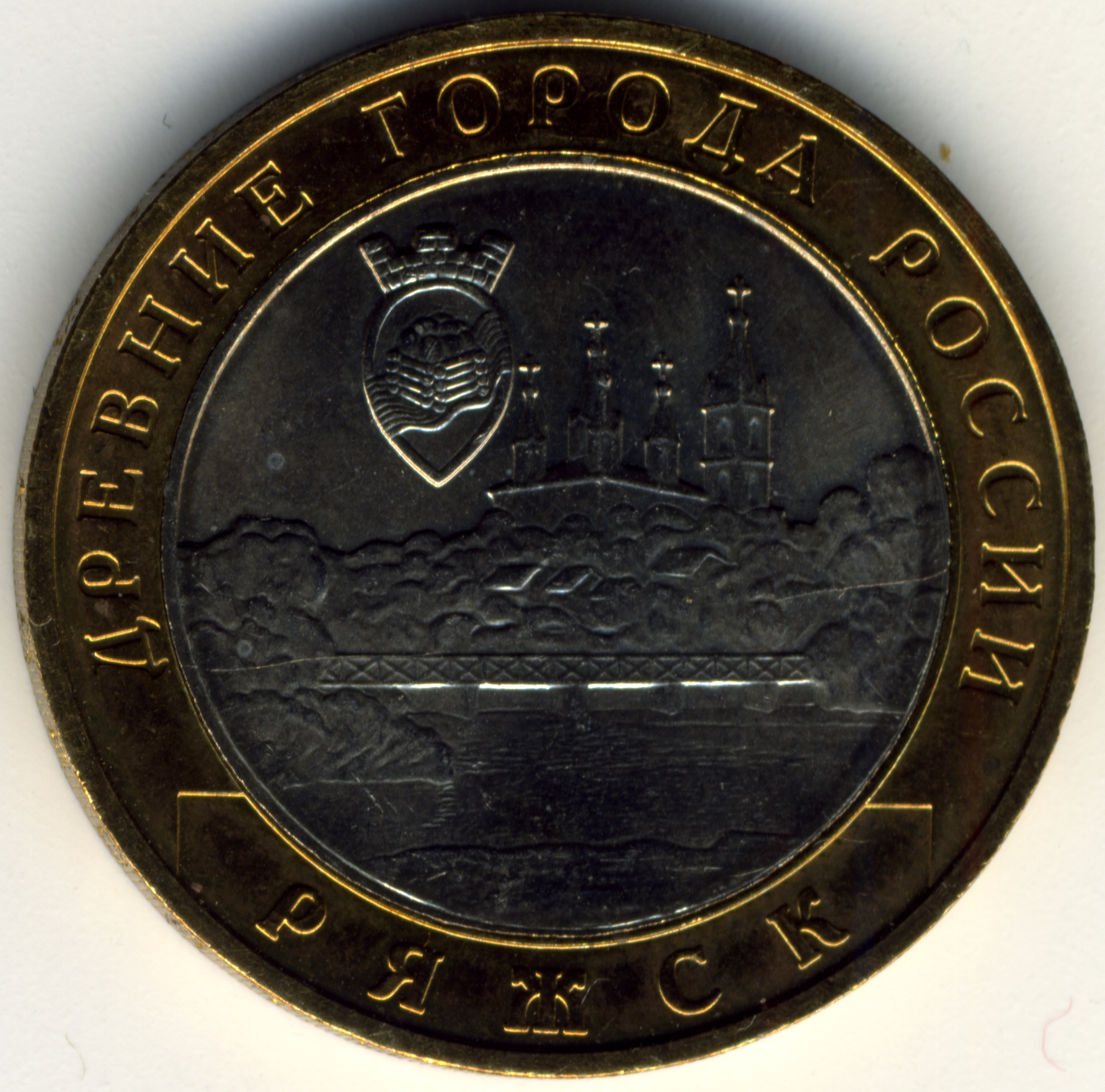
Герб Ряжска на памятной монете номиналом 10 рублей, из серии Древние города России

Первый символ Ряжска появился на знамени Ряжского полка в 1765 году. Ряжский ландмилицкий полк Украинского корпуса основан 15 декабря 1763 года. Формировался полк в городе Ряжске. 11 января 1765 года полку был пожалован герб: «въ золотомъ щите, на красномъ поле, золотый крестъ, а подъ нимъ, на зелёной земле, два ржаные снопа, одинъ на другомъ лежащіе». С 16 января 1769 полк стал официально именоваться пехотным.
Исторический герб Ряжска был Высочайше утверждён 29 мая (9 июня) 1779 года императрицей Екатериной II вместе с другими гербами городов Рязанского наместничества (ПСЗРИ, 1779, Закон № 14884). В приложении к Закону № 14884 «Рисунки гербов Рязанского наместничества» рукописно указана более ранняя дата Высочайшего утверждения герба — 29 марта (9 апреля) 1779 года. Вероятнее всего, ранняя дата — ошибка, которая появилась в приложении «Полного собрания законов Российской империи» в 1843 году при составлении специального тома с литографированными изображениями всех городских и губернских гербов.
Подлинное описание герба Ряжска гласило:

«В 1-й части щита, в золотом поле, часть герба Рязанского: „серебряной мечъ и ножны, положенные на крестъ, надъ ними зеленая шапка, какова на Князѣ въ Намѣстническомъ гербѣ“. Во 2-й части щита въ серебряномъ полѣ построенный на рѣкѣ ряжъ, означающій имя всего города».

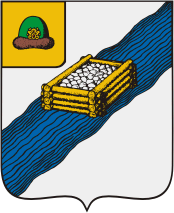
Герб Ряжского района (1997 год)

Герб Ряжска был составлен в Герольдмейстерской конторе под руководством герольдмейстера статского советника А. А. Волкова.
В 1862 году, в период геральдической реформы Кёне, был разработан проект нового герба уездного города Ряжска Рязанской губернии (официально не утверждён):
«В серебряном щите лазурная перевязь вправо, обременённая тремя золотыми ромбами. В вольной части герб Рязанской губернии. Щит увенчан серебряной стенчатой короной и положен на два положенных накрест золотых молота, соединёнными Александровской лентой».
В советский период исторический герб Ряжска в официальных документах не использовался.
25 августа 1997 года был утверждён герб Ряжского района, созданный художником М. Шелковенко на основе исторического герба города. Решением Ряжской районной Думы от 21 мая 1998 года № 203 о гербе Ряжского района были внесены изменения в описание герба, которое стало гласить:

 «В серебряном поле лазоревая левая волнистая перевязь, на которой поверх её верхнего края поставлен, углом вперёд, золотой ряж (сруб), заполненный серебряными камнями. В золотой вольной части со скруглённым углом — старинная зелёная княжеская шапка с чёрной собольей опушкой, над которой золотое украшение („городок“) с жемчужиной». 
Герб района был внесён в Государственный геральдический регистр Российской Федерации под № 283 10 июня 1998 года.
22 сентября 2004 года Банком России была выпущена памятная монета номиналом 10 рублей, из серии Древние города России, на реверсе которой изображён герб Ряжска.
10 июня 2013 года Решением Совета депутатов Ряжского городского поселения был утверждён ныне действующий гербе Ряжского городского поселения.